# François Piétri
François Piétri (Bastia, 8 de agosto de 1882-Ajaccio, 17 de agosto de 1966) fue un político y diplomático francés.

## Biografía
Nació en la ciudad corsa de Bastia el 8 de agosto de 1882.
Fue ministro de las Colonias en tres períodos entre el 3 de noviembre de 1929 y el 21 de febrero de ese mismo año, entre el 2 de marzo y diciembre de 1930 y entre octubre y noviembre de 1933. Ejerció de Ministro de Presupuesto entre el 27 de enero y el 20 de febrero de 1932, en un gobierno liderado por Pierre Laval, y de ministro de Finanzas entre el 30 de enero y el 4 de febrero de 1934 en un gobierno Daladier. Diputado por Córcega entre 1924 y 1942, y próximo a André Tardieu y a Pierre Laval, fue uno de los parlamentarios que votó a favor de la ley Laval para conceder plenos poderes constitucionales a Philippe Pétain el 10 de julio de 1940, y el 8 de octubre de 1940 fue nombrado como embajador del régimen de Vichy en España en sustitución de Robert Renom de la Baume por Laval. Recibido de manera fría, durante su estancia propició el canje y retorno a España de obras de arte como la Inmaculada de Soult, de Bartolomé Esteban Murillo o la Dama de Elche. En el contexto del avance aliado en territorio francés durante la Segunda Guerra Mundial, finalizó su misión diplomática el 24 de agosto de 1944. Recibió una condena de cinco años de indignidad nacional. Pietri, que durante el período de entreguerras había sido miembro del Comité Olímpico Internacional, se volvió a integrar a este en 1956.
Falleció en Ajaccio el 17 de agosto de 1966.

## Reconocimientos
- Gran Cruz de la Orden de Isabel la Católica (1959)[11]